# 陳榮恭
陳榮恭（1901年—1974年），字其志，生於美屬菲律賓，祖籍福建泉州南安，企業家，為南僑化工與芳川礦業的創辦人。

## 生平

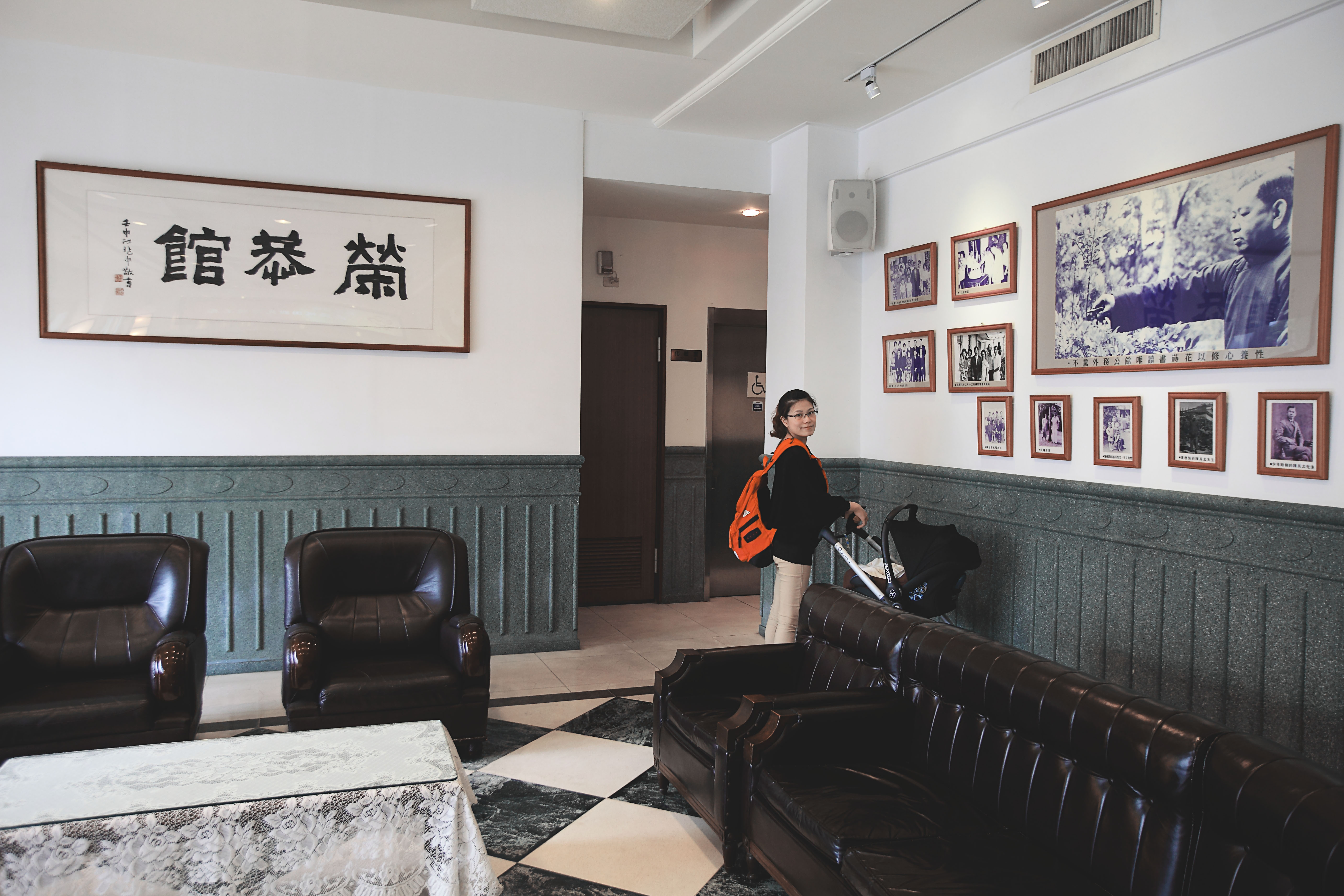
南僑桃園觀光體驗工廠榮恭館，紀念陳榮恭

陳榮恭家族出身福建，移民至菲律賓，成為當地富商。在民國時期，陳榮恭回到中國大陸，先就讀廈門大學，後至上海，就讀復旦大學經濟系，取得學士學位。其妻蘇慈懿，是印尼華僑，曾至北京求學，後在廣東就讀醫學院，取得醫師執照，是廈門第一位受過正式教育的女醫師。兩人結婚後，全家居住在上海法租界，經營華強布廠及華強染織廠。
第二次國共內戰期間，陳榮恭於1948年攜全家，由上海乘坐美軍軍機至台北市參與臺灣省博覽會。1949年，在上海易幟前夕，放棄在上海的工廠生意，舉家乘坐貨輪，由上海至台灣基隆，居住在台北市。留在上海的工廠與產業隨後被沒收。
1945年至1949年間，國民政府強制遣返了在台灣的所有日本人，位於當時台北縣文山地區（今台北市文山區）的朝日煤礦被迫易主，於1949年陳其志與陳村頭合夥接下，易名為芳川礦業社。1950年，陳村頭過世，由其妻陳蔡鴛鴦繼承為合辦人。1970年，芳川礦業社改組為芳川礦業公司，陳榮恭任董事長。
南僑貿易最初由印尼華僑創辦，從事上海至台北間的貿易，第二次國共內戰期間，與上海間的貿易斷絕，經營陷入困難。1952年，陳榮恭聯合菲律賓華僑投資，改組為南僑工業，但南僑工業仍然持續虧損。改組為南僑化工，由陳榮恭經營。最初以生產肥皂為主。1970年，進入油脂生產事業。 
在當時政府協助下，陳榮恭又陸續成立了華強布號、天昌貿易、華強煤礦等產業。
1974年，因冠狀動脈栓塞，陳榮恭病逝於台大醫院，南僑企業由其子陳飛龍與陳飛鵬接手。

## 家庭
陳榮恭有2個兒子：陳飛龍為長子，現任南僑集團會長；陳飛鵬為次子，現任南僑集團副會長。